# К'Гарі
25°13′ пд. ш. 153°8′ сх. д. / 25.217° пд. ш. 153.133° сх. д.
К'Гарі (до 2021 року — Острів Фрейзер або Фрейжер, англ. Fraser Island або Great Sandy Island, батджала: K'Gari) — піщаний острів біля східного узбережжя Австралії. Адміністративно входить до штату Квінсленд. Мовою місцевого племені означає рай.
Острів має видовжену уздовж узбережжя форму, довжина — понад 110 км, ширина — від 7 до 23 км. Це найбільший у світі піщаний острів. Дюни, з яких він складений, утворилися близько 400 тисяч років тому і підносяться до 240 метрів. На острові є понад 40 прісних озер, найбільше з яких, Бемінген (Boemingen), площею 200 га. Західне узбережжя острова займають мангрові ліси та болота, східне, обернене до океану — пляж завдовжки приблизно 100 км із білого піску. У північній частині острова розташований національний парк Грейт-Санді, у якому збереглися незаймані вологі екваторіальні ліси.
1992 року острів Фрейзер включили до списку Світової спадщини ЮНЕСКО як неповторний природний пам'ятник.
У вересні 2021 року острову офіційно повернули оригінальну назву мовою племені бутчула.

## Клімат
Острів розташований у зоні, котра характеризується вологим субтропічним кліматом. Найтепліший місяць — січень із середньою температурою 25.6 °C (78 °F). Найхолодніший місяць — липень, із середньою температурою 17.2 °С (63 °F).
| Клімат о. К'Гарі (парк Грейт-Санді) | Клімат о. К'Гарі (парк Грейт-Санді) | Клімат о. К'Гарі (парк Грейт-Санді) | Клімат о. К'Гарі (парк Грейт-Санді) | Клімат о. К'Гарі (парк Грейт-Санді) | Клімат о. К'Гарі (парк Грейт-Санді) | Клімат о. К'Гарі (парк Грейт-Санді) | Клімат о. К'Гарі (парк Грейт-Санді) | Клімат о. К'Гарі (парк Грейт-Санді) | Клімат о. К'Гарі (парк Грейт-Санді) | Клімат о. К'Гарі (парк Грейт-Санді) | Клімат о. К'Гарі (парк Грейт-Санді) | Клімат о. К'Гарі (парк Грейт-Санді) | Клімат о. К'Гарі (парк Грейт-Санді) |
| Показник                            | Січ.                                | Лют.                                | Бер.                                | Квіт.                               | Трав.                               | Черв.                               | Лип.                                | Серп.                               | Вер.                                | Жовт.                               | Лист.                               | Груд.                               | Рік                                 |
| Абсолютний максимум, °C             | 32,9                                | 33,8                                | 34,7                                | 31,1                                | 28,7                                | 27,8                                | 25,9                                | 26,9                                | 29,3                                | 31,8                                | 33,8                                | 34,7                                | 34,7                                |
| Середній максимум, °C               | 29,3                                | 29,2                                | 28,4                                | 26,7                                | 24,1                                | 21,6                                | 21                                  | 22,2                                | 24,2                                | 26                                  | 27,6                                | 28,9                                | 25,8                                |
| Середня температура, °C             | 25                                  | 25                                  | 25                                  | 23                                  | 20                                  | 18                                  | 17                                  | 18                                  | 20                                  | 22                                  | 23                                  | 25                                  | 22                                  |
| Середній мінімум, °C                | 22,3                                | 22,3                                | 21,7                                | 19,8                                | 17,4                                | 15,1                                | 14,2                                | 15                                  | 16,7                                | 18,7                                | 20,3                                | 21,6                                | 18,8                                |
| Абсолютний мінімум, °C              | 16,7                                | 15                                  | 14,6                                | 13,3                                | 10                                  | 6,7                                 | 7,7                                 | 5,6                                 | 9,4                                 | 12,3                                | 13,9                                | 16                                  | 5,6                                 |
| Норма опадів, мм                    | 160                                 | 170                                 | 150                                 | 120                                 | 110                                 | 100                                 | 90                                  | 60                                  | 50                                  | 50                                  | 70                                  | 90                                  | 1270                                |
| Днів з дощем                        | 13,3                                | 14,4                                | 16,3                                | 15,1                                | 15,3                                | 12,2                                | 11,2                                | 9,6                                 | 7,8                                 | 8                                   | 8,6                                 | 10                                  | 141,7                               |
| ----------------------------------- | ----------------------------------- | ----------------------------------- | ----------------------------------- | ----------------------------------- | ----------------------------------- | ----------------------------------- | ----------------------------------- | ----------------------------------- | ----------------------------------- | ----------------------------------- | ----------------------------------- | ----------------------------------- | ----------------------------------- |
| Джерело: Weatherbase                |                                     |                                     |                                     |                                     |                                     |                                     |                                     |                                     |                                     |                                     |                                     |                                     |                                     |